# Du temps
Ne doit pas être confondu avec Du temps qu'on existait.
Singles de Mylène Farmer
Lonely Lisa
(2011) À l'ombre
(2012)
Du Temps est une chanson de Mylène Farmer, sortie en single le 7 novembre 2011 en version digitale et le 16 janvier 2012 en version physique, en tant que premier et unique extrait du second Best of de la chanteuse, 2001-2011.
Sur une musique rythmée composée par Laurent Boutonnat, Mylène Farmer écrit un texte simple et optimiste (« Moi je veux vivre, aller haut ») dans lequel elle affirme ne pas vouloir perdre de temps.
Le clip est composé d'images studio tournées par Laurent Boutonnat dans lesquelles la chanteuse effectue une chorégraphie entourée de six danseurs, ainsi que d'images Backstage duTour 2009 filmées par Benoît Di Sabatino.
La chanson atteint la 4e place du Top Singles en France.

## Contexte et écriture
En décembre 2010, Mylène Farmer sort Bleu noir, le premier album qu'elle réalise sans Laurent Boutonnat, faisant appel à RedOne, Moby et au groupe Archive.
Le disque connaît un grand succès en France, où il est certifié disque de diamant en 2011 pour plus de 500 000 ventes grâce aux singles Oui mais... non, Bleu noir et Lonely Lisa.
Alors que son public s'attend à un nouveau single extrait de Bleu noir, la chanteuse annonce à l'automne 2011 la sortie d'une compilation 2001-2011 pour la fin de l'année, avec en guise de premier extrait l'inédit Du Temps.
Sur une musique rythmée composée par Laurent Boutonnat, Mylène Farmer écrit un texte simple et optimiste (« Moi je veux vivre, aller haut », « Au fond de moi sommeille un continent de vie, de démons et merveilles »), dans lequel elle affirme ne pas vouloir perdre de temps.

## Sortie et accueil critique
Disponible en téléchargement le 7 novembre 2011, le single sort en physique le 16 janvier 2012.
La pochette du Maxi 45 tours est un dessin signé par Mylène Farmer, reprenant le même visuel que la compilation 2001-2011 mais dans des tons noir et blanc.

### Critiques
- « Un titre entêtant aux sonorités définitivement électro-pop. » (Magazine culturel Leclerc)[4]
- « Succéder aux efficaces Oui mais... non et Lonely Lisa paraissait difficile. Et pourtant... Laurent Boutonnat réussit comme personne à mettre en musique les mots de Mylène Farmer. Preuve en est avec Du Temps. [...] Du Farmer comme on aime. » (France Soir)[5]
- « Un titre électro-pop accrocheur, au refrain typiquement farmerien, un mix entre les envolées d'Innamoramento et un son club qui rappelle Dégénération ou Sextonik. » (Le magazine des loisirs culturels Auchan)[6]
- « Un air terriblement efficace, un refrain qui rentre dans la tête, une musique pseudo électro pour laisser l’illusion que Mylène Farmer n’est pas dépassée et voilà... Côté paroles, Du Temps frôle le néant. La chanson donne l’impression d’être du Mylène Farmer réchauffé. Aucune surprise, aucune prise de risque, le duo Farmer - Boutonnat fait dans la facilité et l’efficacité. »[7]
- « Un titre "sympathique" et bien réalisé. »[1]
- « Une rythmique dance qui fait penser à certains titres de l’album Point de suture. »[8]

## Vidéo-clip
Réalisé par Laurent Boutonnat (qui n'avait pas réalisé de clip pour la chanteuse depuis Pardonne-moi en 2002), le clip est tourné les 24 et 25 novembre 2011 dans les studios SETS à Stains.
Composé d'images tournées en studio par Laurent Boutonnat, dans lesquelles Mylène Farmer effectue une chorégraphie de Christophe Danchaud entourée de six danseurs, le clip montre également des images Backstage duTour 2009 filmées par Benoît Di Sabatino.
C'est la deuxième fois, après Je t'aime mélancolie en 1991, que la chanteuse effectue une chorégraphie dans l'un de ses clips.

### Sortie et accueil
Le clip est diffusé à partir du 9 décembre 2011 à la télévision.
- « Ces images inédites où la star se dévoile un peu donnent un côté très humain à l'ensemble. »[1]
- « Entrecoupé d'images filmées en backstage lors de sa dernière tournée, ce clip est en accord avec la décennie 2000 que son nouveau Best of défend : plus lumineuse. »[9]

## Promotion

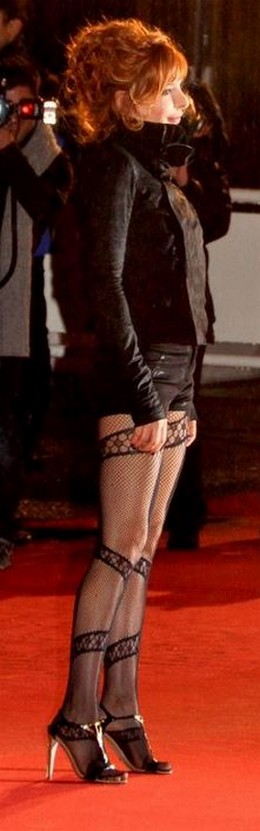
Mylène Farmer aux NRJ Music Awards 2012.

Mylène Farmer n'interprète Du Temps qu'une seule fois à la télévision, le 28 janvier 2012 lors des NRJ Music Awards sur TF1.
Entourée de six danseurs, elle reprend la même chorégraphie que celle du clip.
Lors de cette émission, la chanteuse reçoit un NRJ Music Award de Diamant, afin de récompenser l'ensemble de sa carrière.

Dès lors, la chanteuse demandera à ne plus être nommée, préférant laisser la place à la nouvelle génération.

## Classements hebdomadaires
Dès sa sortie en téléchargement, le titre se classe à la 6e place du Top Singles.
Lors de sa sortie en physique, le single atteint la 4e place.
En moins d'un mois, la compilation 2001-2011 devient la meilleure vente de Best of de l'année 2011 et est certifiée double disque de platine.
| Classement (2011-2012)            | Meilleure position |
| --------------------------------- | ------------------ |
| Belgique - Wallonie (Ventes)      | 9                  |
| Belgique - Wallonie (Radios)      | 17                 |
| Belgique - Wallonie (Clubs)       | 12                 |
| France (Ventes + Téléchargements) | 4                  |
| France (Ventes physiques)         | 1                  |
| France (Téléchargements)          | 6                  |
| France (TV)                       | 3                  |
| France (Radios)                   | 68                 |
| France (Radios locales)           | 38                 |
| Suisse                            | 73                 |

## Crédits
- Paroles : Mylène Farmer
- Musique et production : Laurent Boutonnat
- Programmation, claviers et arrangements : Laurent Boutonnat
- Prise de son et mixage : Jérôme Devoise
- Studio de mixage : Studio Calliphora
- Éditions : Requiem Publishing[19]

## Liste des supports
| 1. | Du Temps                             | 3:40 |
| 2. | Du Temps (Tomer G Reloaded Club Mix) | 6:32 |
| 3. | Du Temps (Mico C Club Remix)         | 5:12 |
| 4. | Du Temps (Mico C Radio Edit)         | 3:35 |
| 5. | Du Temps (instrumental)              | 3:49 |

| A.  | Du Temps (Tomer G Reloaded Club Mix) | 6:32 |
| B1. | Du Temps (Mico C Club Remix)         | 5:12 |
| B2. | Du Temps                             | 3:40 |

## Interprétations en concert
Du Temps a été interprété dans une version remixée lors de la tournée des stades Nevermore 2023/2024, en tant que chanson d'ouverture du spectacle.

## Albums et vidéos incluant le titre

### Albums de Mylène Farmer
| Année | Album        | Version         | Durée | Certifications de l'album |
| 2011  | 2001-2011    | Version Single  | 3:39  | 2 × Platine · Or          |
| 2020  | Histoires de | Version Single  | 3:39  | Platine                   |
| 2024  | Remix XL     | Dave Audé Remix | 5:36  |                           |
| 2024  | Nevermore    | Live 2023       | 3:30  | Platine                   |

### Vidéos de Mylène Farmer
| Année | Vidéo                             | Version    | Durée | Certifications de la vidéo |
| 2021  | Les clips - L'intégrale 1999-2020 | Vidéo-clip | 3:38  | -                          |
| 2024  | Nevermore                         | Live 2023  | 3:29  | Diamant                    |